# 巴塞隆拿地鐵3號線

1924年至1934年期間的3號線路線圖

巴塞羅那地鐵3號線是巴塞羅那地鐵的線路之一，線路代表色為綠色。3號線修建於1920年代，是巴塞羅那地鐵歷史最為古老的路線，並連接巴塞羅那大學等重要設施。所有的3號線車站均位於地下。3號線通車於1924年。

## 外部連結
维基共享资源上的相關多媒體資源：巴塞隆拿地鐵3號線